# 斑鳩町立斑鳩小学校
斑鳩町立斑鳩小学校（いかるがちょうりつ いかるがしょうがっこう）は、奈良県生駒郡斑鳩町法隆寺南にある公立小学校。

## 概要
- 2021年1月1日現在の生徒数は、691人。

## 年表
- 1889年 - 生駒郡斑鳩高等小学校ができる。
- 1917年 - 斑鳩尋常高等小学校と名前が変わる。
- 1941年 - 斑鳩国民学校と名前が変わる。
- 1947年 - もとの龍田村、法隆寺村、富郷村が合併して斑鳩町となり、斑鳩町立斑鳩小学校が出来る。
- 1960年 - 白黒テレビが学校に取り入れられる。

## 通学区域が隣接している学校
- 斑鳩町立斑鳩東小学校
- 斑鳩町立斑鳩西小学校
- 三郷町立三郷北小学校
- 平群町立平群南小学校